# 李景延
李景延（1825年—1898年），一作李景炎，幼名李盾，清朝人，趙堡太極拳忽雷架創始人。

## 生平
河南省溫縣辛堂村（近陳家溝）人，家境貧寒，曾習拳於陳家溝第十五世拳師陳有綸和陳仲甡先生，因受陳家溝不傳外姓的規矩影響，改投趙堡太極拳第七代宗師陳清平門下繼續深造，陳師唯才是傳，更由於李景延鐘愛太極拳，克苦鑽研，憑著百折不撓的堅強毅力，盡得師門真傳趙堡太極拳，功夫純正，拳藝精絕。李景延拳法精絕，一生以保鏢護院為生。多次走鏢山東等地。曾與人打賭，用肘將牆上磚打入牆內二指多深，故有「鐵胳膊李盾」之稱。

## 拳架
趙堡太極拳忽雷架
晚年精研拳法，達到一動一太極，一寸一陰陽。善促步、挫步、步法急促靈活，掛、撩、跪、蹬、腿法變幻多端，以腳跟為軸，腳尖虛領旋轉，以身腰為車軸腳似鑽，兩手如車輪旋轉翻滾的太極拳。當地人以其聲、形稱之為忽雷架。由此而得名。

## 師承
陳清平

## 傳人
- 楊虎（書文）
- 張國棟
- 李火熖
- 謝公（功）吉（績）